# Stadtmauer Braunehirschstraße

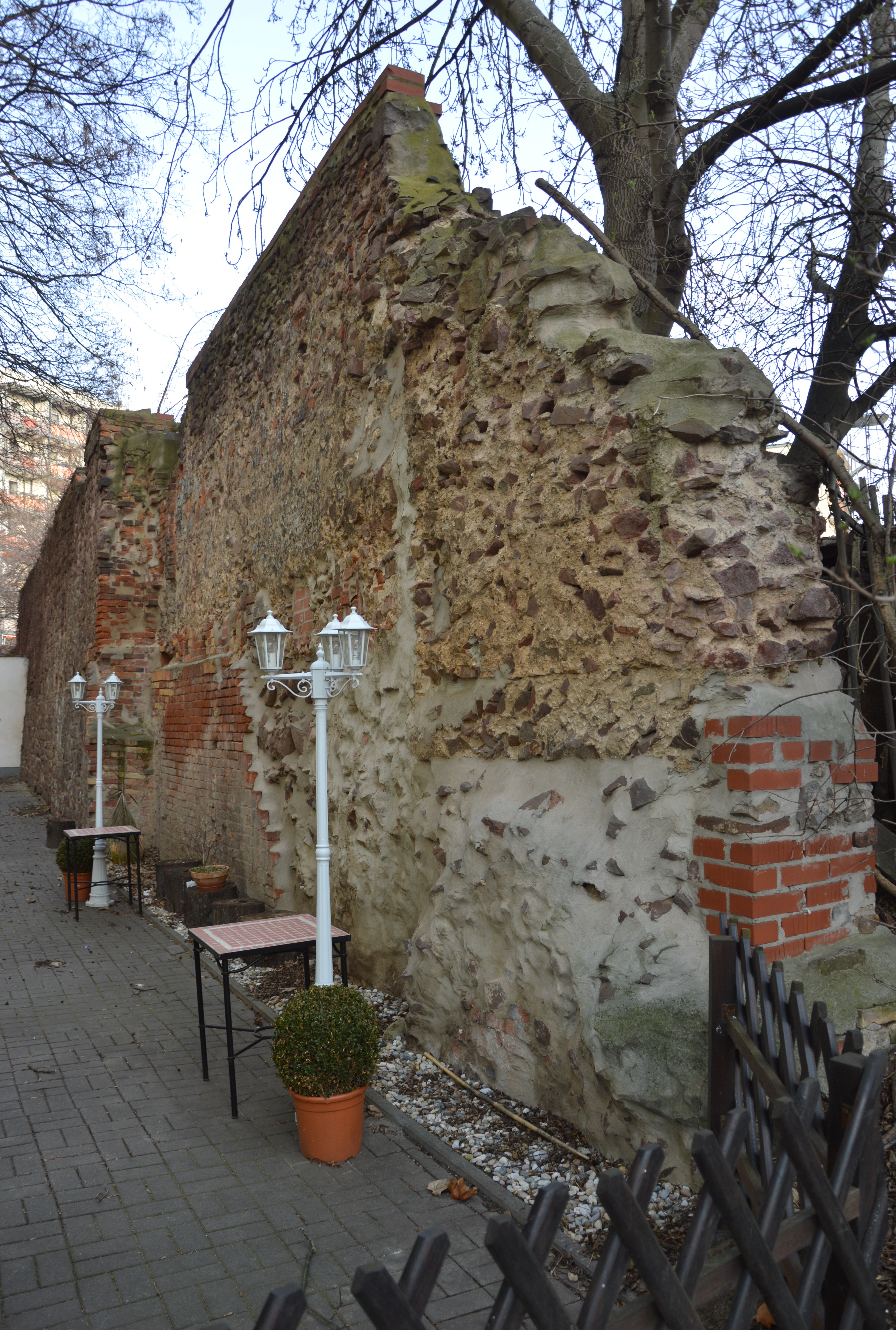
Stadtmauer Braunehirschstraße

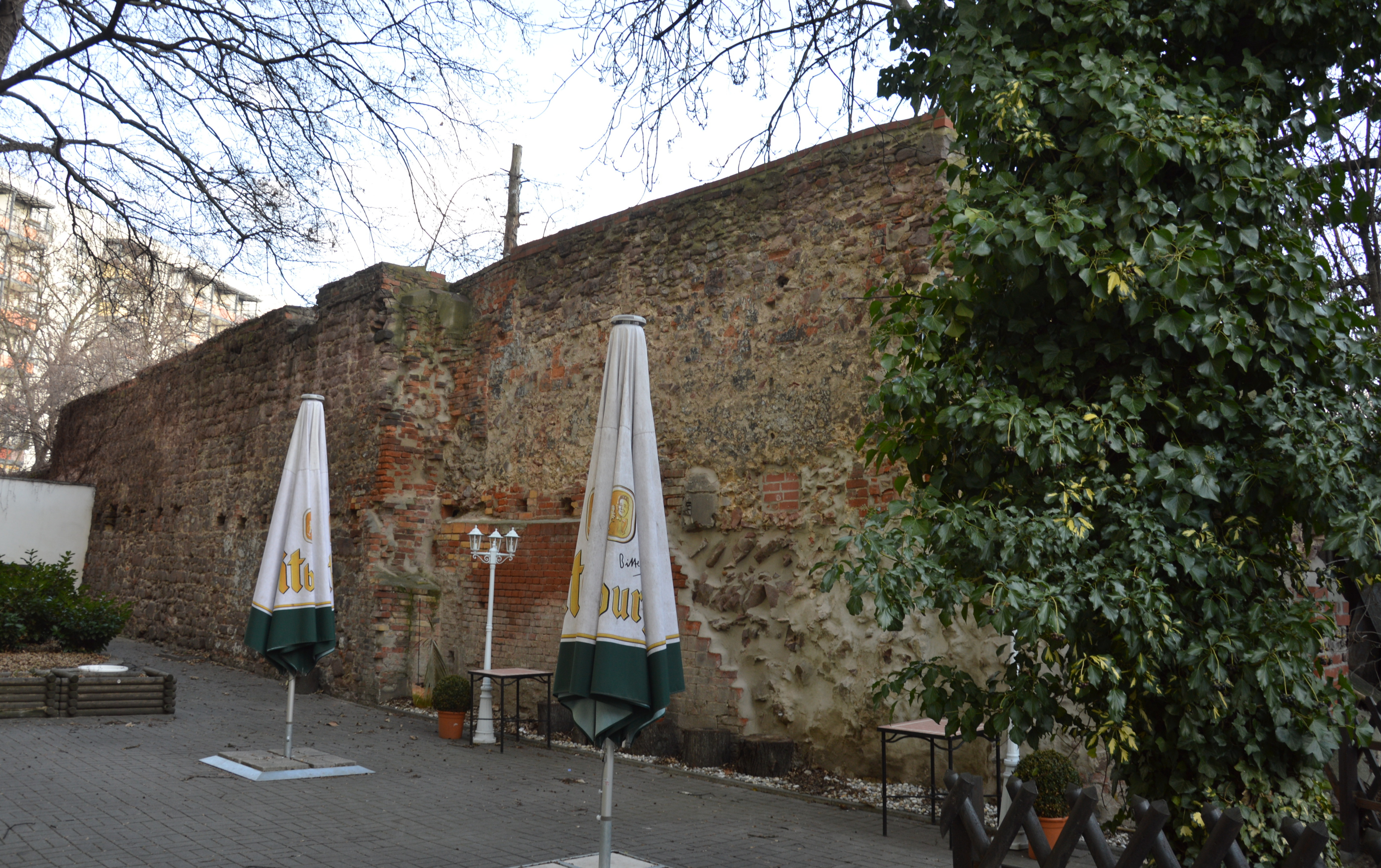
Stadtmauer

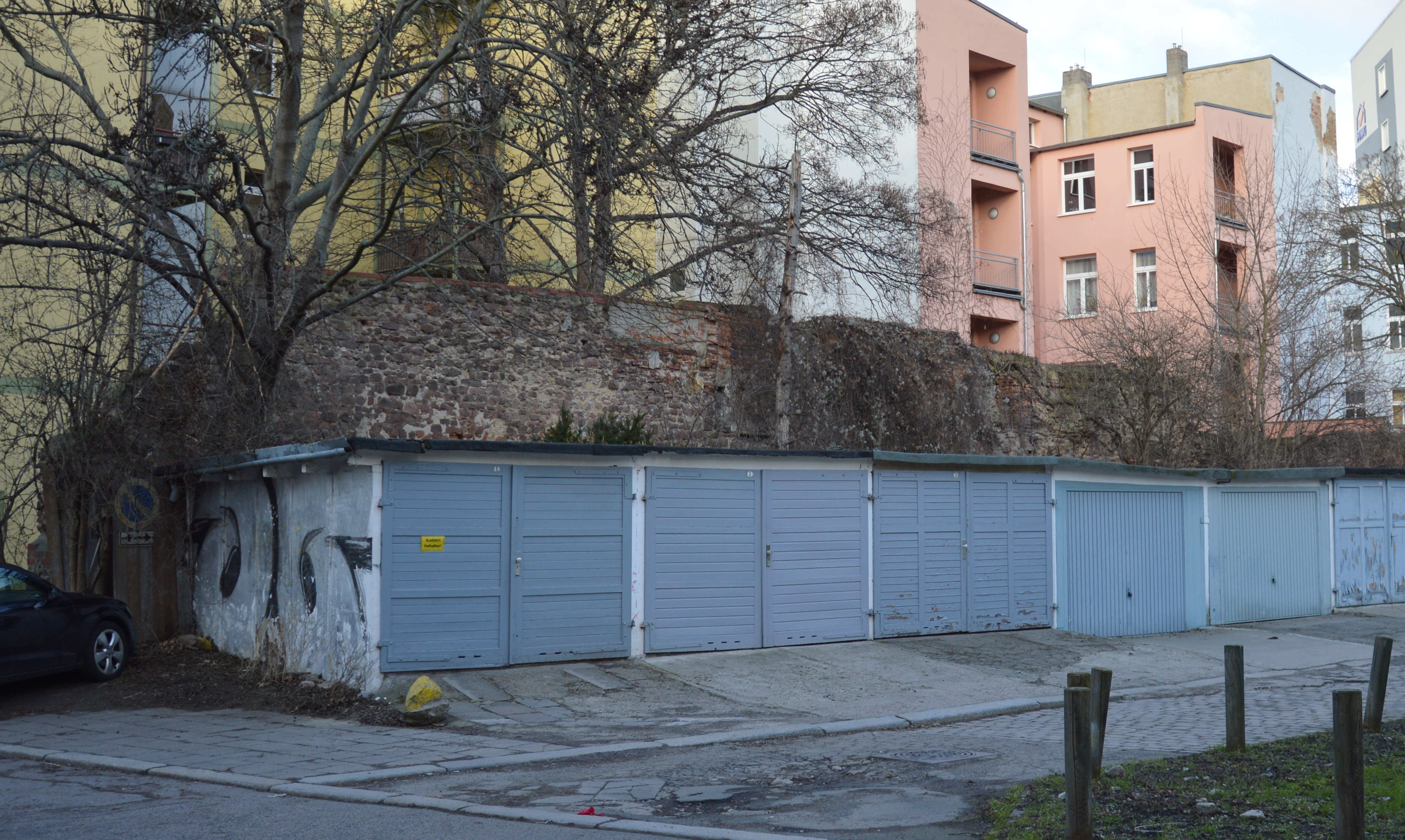
Garagen vor der Stadtmauer

Die Stadtmauer Braunehirschstraße ist ein denkmalgeschütztes Stück Stadtmauer in Magdeburg in Sachsen-Anhalt.

## Lage
Das Stadtmauerstück befindet sich auf der Nordwestseite der Braunehirschstraße auf der Rückseite der Gebäude Erzbergerstraße 11 bis 13 in der Magdeburger Altstadt und beginnt an der Einmündung auf die Max-Otten-Straße. Es begrenzt hier heute den Biergarten eines in der Erzbergerstraße befindlichen Lokals. Das Mauerstück verläuft, ausgehend von der Max-Otten-Straße, in nordöstliche Richtung entlang der Braunehirschstraße.

## Gestaltung
Das Stadtmauerstück ist auf einer Länge von etwa 60 Metern erhalten und stellt den Rest der mittelalterlichen Stadtbefestigung Magdeburgs dar. Die aus Bruchsteinen errichtete Mauer entstand während der nördlichen Erweiterung der Magdeburger Altstadt unter Erzbischof Albrecht I. um das Jahr 1210.
Auf der städtischen Seite der Mauer wurden in der Zeit der DDR entlang der Braunehirschstraße eine Reihe Garagen errichtet.
Im Denkmalverzeichnis des Landes Sachsen-Anhalt ist die Stadtmauer unter der Erfassungsnummer 094 17402 als Baudenkmal verzeichnet.